# Walfrid Hellman
Walfrid Hellman (n. 17 noiembrie 1883, Comuna Västerås, Comitatul Västmanland, Suedia – d. 7 octombrie 1952, Stockholm, Suedia) a fost un trăgător de tir ce a reprezentat Suedia, medaliat olimpic. A participat la o ediție a Jocurilor Olimpice (1920) în care a câștigat o medalie de bronz.

## Participări
Lista de mai jos prezintă principalele competiții la care a participat Walfrid Hellman de-a lungul carierei.
- shooting at the 1920 Summer Olympics – men's 300 metre team military rifle, standing[*]